# Liste des ambassadeurs d'Allemagne en Éthiopie
La liste des ambassadeurs allemands en Éthiopie comprend les ambassadeurs du Reich allemand et de la République fédérale d'Allemagne en Éthiopie. L'ambassade est basée à Addis-Abeba.
De plus, jusqu'en 2010, il y avait des connexions à Djibouti via l'ambassadeur à Addis-Abeba.

## Deutsches Reich
| nom ,                             | mandat    | fonction          |
| --------------------------------- | --------- | ----------------- |
| Georges Coates                    | 1904-1908 |                   |
| Robert von Scheller-Steinwartz    | 1908-1912 |                   |
| Walter Zechlin                    | 1910-1913 | chargé d'affaires |
| Friedrich Wilhelm Karl von Syburg | 1914-1918 |                   |
| Lorenz Jensen                     | 1920-1921 | chargé d'affaires |
| Fritz Max Weiss                   | 1921-1927 |                   |
| Curt Max examinateur              | 1927-1930 |                   |
| Eric Hossenfelder                 | 1930-1932 |                   |
| Wilhelm Albrecht von Schoen       | 1932-1935 |                   |
| Hans Kirchholtes                  | 1935-1936 |                   |

## République Fédérale d'Allemagne (Allemagne de l'ouest)
| Nom de famille                   | mandat    |
| -------------------------------- | --------- |
| Hans Enchérisseur                | 1953-1959 |
| Paul de Stolzmann                | 1959-1962 |
| Konrad de Schubert               | 1963-1965 |
| Kurt Muller                      | 1965-1969 |
| Rodolphe Fechter                 | 1969-1973 |
| Herbert Freiherr von Stackelberg | 1973-1975 |
| Johann Christian Lankes          | 1975-1978 |
| Bus Harold                       | 1978-1978 |
| Dietrich Venzlaff                | 1978-1978 |
| Rüdiger von Pachelbel            | 1979-1984 |
| Bernard Oldencott                | 1984-1988 |
| Kurt Stockel                     | 1988-1990 |

## Allemagne
| Kurt Stockel               | 1988-1990   |
| Paul Joachim de Stulpnagel | 1990-1992   |
| Horst Winkelman            | 1992-1995   |
| Wiltrud Holik              | 1995-1999   |
| Herbert Honsowitz          | 1999-2002   |
| Helga Comtesse Strachwitz  | 2002-2005   |
| Claas Dieter Knoop         | 2006-2010   |
| Lieselore Cyrus            | 2010-2014   |
| Joachim Schmidt            | 2014-2017   |
| Brita Wagener              | 2017-2020   |
| Stéphane Auer              | depuis 2020 |

## liens web
- Site Internet de l'ambassade d'Allemagne à Addis-Abeba

## littérature
- Heinrich Scholler : Droit et politique en Éthiopie : de la monarchie traditionnelle à l'État moderne . LIT Verlag, Munster 2008,  (ISBN 3-8258-7789-2) .